# Twerk It
Twerk It è un singolo del rapper statunitense Busta Rhymes, pubblicato nel 2013. Il brano vede la partecipazione della rapper trinidadiana Nicki Minaj.

## Tracce
1. #Twerkit – 3:52

## Video musicale
Il video è stato girato a Flatbush (New York City) ed è stato diretto dal regista canadese Director X.